# 대구 동계정
동계정(東溪亭)은 대한민국 대구광역시 동구 둔산동에 있는 건축물이다. 2008년 4월 10일 대구광역시의 문화재자료 제45호로 지정되었다.
건축양식이나 공간 구성적인 면에서 이전 시기의 정자건물에 비하여 부재들의 치수가 작고, 결구수법이 간결해지는 등 근대적 변화를 보여주고 있으며 민속마을 보존차원에서 보존할 가치가 있다.

## 참고 문헌
- 동계정 - 국가유산청 국가유산포털